# Accordo di Perth
L'Accordo di Perth è stato stipulato il 30 ottobre 2011 nella città australiana di Perth, a seguito del 22º incontro dei capi di governo del Commonwealth. Fu sottoscritto dai primi ministri degli allora sedici Regni del Commonwealth e stabilisce che ciascuno di questi, tutte monarchie costituzionali che riconoscevano Elisabetta II, allora regina del Regno Unito, come loro sovrana e capo di Stato, avrebbero modificato le proprie leggi di successione al trono e le questioni correlate nei seguenti modi:
- sostituzione della primogenitura a preferenza maschile con la primogenitura assoluta per gli eredi nati dopo il 28 ottobre 2011;
- fine dell'esclusione dalla successione per coloro che sposano un cattolico;
- limitazione dell'obbligo di ottenere il permesso del monarca per sposarsi alle prime sei persone in linea di successione.

Rimangono invece invariate le seguenti disposizioni: 
- obbligo di essere in comunione con la Chiesa d'Inghilterra ed esclusione dalla successione per i cattolici o appartenenti ad altre religioni oltre all'anglicanesimo;
- esclusione dalla successione per i figli nati fuori dal matrimonio, anche nel caso i genitori si sposino in seguito alla nascita, adottati o in altri modi non considerati prole biologica dei genitori nata all'interno di un legittimo matrimonio.

Dopo la firma, ogni singolo Regno ha avviato il lungo processo di implementando nei propri territori, un processo complicato dalle disposizioni dello Statuto di Westminster del 1931. Il processo si concluse in tutti i Regni entro dicembre 2012, e ne fu annunciata ufficialmente l'entrata in atto il 26 marzo 2015. Di tutti i Regni, solo il Canada contestò le modifiche in tribunale, senza successo.
Dopo l'entrata in vigore di marzo 2015, i primi interessati dalle nuove leggi furono i figli di Lady Davina Windsor, figlia di Richard, duca di Gloucester, le cui posizioni in linea di successione furono invertite: Senna, nata nel 2010, passò dalla 29° alla 28° posizione, mentre suo fratello Tāne, nato nel 2012, passò dalla 28° alla 29°.

## Contesto
In precedenza alla firma dell'Accordo di Perth, la successione al trono condiviso dei Regni del Commonwealth era regolata dalla common law e dagli statuti.
Secondo la common law, Corona veniva trasmessa in base alla primogenitura di preferenza maschile, in base alla quale la successione passava per il figlio maggiore legittimo del monarca e alla sua discendenza legittima, sempre in ordine di nascita, con i figli che ereditavano prima delle figlie e le figlie prima dei parenti maschi collaterali. Ciò significa che un figlio minore eredita prima di una figlia maggiore, ma in assenza di fratelli, una figlia eredita prima di uno zio o un cugino. In assenza di discendenza diretta legittima, la Corona passa al primo ramo collaterale della famiglia, sempre secondo le stesse regole, individuato risalendo al più recente monarca con discendenza legittima ancora viva.
Ulteriori disposizioni sono date dal Bill of Rights del 1689, dall'Atto di Insediamento del 1701 e dall'Atto di Unione del 1707, che limitano il diritto di successione alla discendenza legittima di Sofia del Palatinato, ed prevedono la perdita del diritto di successione per chi non appartiene alla Chiesa d'Inghilterra, in particolare se cattolico, così come per chi sposa un cattolico, anche se i discendenti legittimi di tali individui, se cresciuti in comunione con la Chiesa d'Inghilterra, sono considerati idonei alla successione. Infine, la convenzione dello Statuto di Westminster del 1931 stabilisce che nessun Regno può modificare la propria legge di successione senza l'assenso degli altri Regni del Commonwealth.
Tali leggi e convenzioni sono state periodicamente contestate, in particolare la preferenza maschile e l'esclusione dei cattolici.
In Canada, l'ex consigliere Tony O'Donohue ha contestato l'esclusione dalla successione dei cattolici e, più in generale, dei non anglicani, disposizione che in Canada fa parte della Costituzione, sostenendo che ciò costituisce discriminazione in base alla Carta canadese dei diritti e delle libertà, ma il caso è stato respinto.
Nel Regno Unito, nel 1999 il parlamento scozzese ha approvato all'unanimità una mozione per abrogare l'Atto di Insediamento e abolire qualsiasi tipo di discriminazione nella legge di successione al trono. Di conseguenza, un disegno di legge, il Succession to the Crown Bill, è stato presentato alla Camera dei Lord nel 2004, ma il governo dell'epoca, guidato dal laburista Tony Blair, lo respinse, con la motivazione che avrebbe sollevato troppe questioni costituzionali e che era una legge al momento non necessaria. La questione fu ripresa nel 2009 e nel 2011, su iniziativa del laburista Keith Vaz, che chiese la fine della discriminazione di genere e religiosa nella successione.

## Accordo del 2011

### Successione
Nel 2011 Nick Clegg, viceministro del Regno Unito, annunciò che il governo stava valutando modifiche alla legge di successione. Poco dopo, fu reso noto che il primo ministro David Cameron aveva scritto ai primi ministri degli altri 15 regni del Commonwealth per chiedere loro sostegno nel modificare la primogenitura da maschile a assoluta, e che avrebbe sollevato la questione al raduno del Commonwealth previsto per ottobre 2011 a Perth, in Australia. Il 28 ottobre 2011, giorno di apertura del meeting, fu reso noto che il sostegno era stato garantito da tutti e 15 gli interlocutori. Oltre alla modica riguardante la primogenitura, altre modifiche implementate furono la fine del divieto di matrimonio con cattolici e la limitazione dell'obbligo di assenso reale al matrimonio ai primi sei in linea di successione. Sarebbe stato mantenuto invece il divieto per cattolici, figli illegittimi e figli adottivi di divenire essi stessi monarca. Il Regno Unito avrebbe presentato inoltre un disegno di legge che sarebbe stato il modello per quella degli altri Regni, laddove servisse. Sebbene non sia stata fatta alcuna dichiarazione ufficiale, si riteneva che la Regina sostenesse le modifiche proposte.
Cameron ha dichiarato in proposito, dicendo: "L'idea che un figlio minore debba divenire sovrano al posto di una figlia maggiore solo perché uomo, o che un futuro monarca possa sposare una persona di qualsiasi fede eccetto un cattolico, è in contrasto col paese moderno che siamo diventati". Interrogato a proposito del mantenimento del requisiti secondo cui gli eredi devono essere anglicani, Cameron ha detto: "Lasciatemi essere molto chiaro. Il monarca dev'essere anglicano, perché lui o lei è Capo della Chiesa d'Inghilterra".

### Matrimonio reale
La clausola sui matrimoni reali, che limita la necessità di ottenere il consenso reale prima di sposarsi ai primi sei in linea di successione è stata proposta perché, ai sensi Royal Marriages Act del 1772, quasi ogni discendente di Giorgio II avrebbe tecnicamente bisogno del consenso del sovrano per sposarsi, pena la non validità dell'unione e di conseguenza la non legittimità della prole, e nel 2011 tale discendenza contava migliaia di individui senza nessun legame con la Corona. Secondo la proposta del 2011, i matrimoni teoricamente invalidi ai sensi della legge del 1772 sarebbero stati validati retrospettivamente, ma la prole di tali unioni sarebbe stata esclusa dalla successiva, così da non invalidare la linea reale da Giorgio II in poi. Anche questa proposta fu approvata da tutti e 15 i Regni.

### Ricezione
Le modifiche proposte da David Cameron furono sostenute da Julia Gillard, primo ministro australiano, che dichiarò: "sono molto entusiasta al riguardo. Ci si aspetta che la prima donna primo ministro dell'Australia sia molto a favore di un cambiamento a favore dell'equità di genere in un nuovo ambito". Anche il primo ministro canadese Stephen Harper si è dichiarato "un sostenitore di modernità ovvie". Altro sostegno è arrivato dalla Lega monarchica canadese e neozelandese, e da sondaggi d'opinione presso il pubblico.
Numerose sono state invece le voci critiche riguardo al mantenimento della religione anglicana come requisito necessario per la successione. 
Il primo ministro scozzese Alex Salmond ha dichiarato: "È profondamente deludente che la riforma non sia riuscita a rimuovere l'ingiustificabile barriera che impedisce a un cattolico di diventare monarca". Della stessa opinione il Guardian, che ha scritto che la mancata abolizione della barriera religiosa "alimenta un'ostilità religiosa che il resto dell'Europa sta già superando".
Critiche di carattere più generale sono giunte dal gruppo di pressione di matrice repubblicana Republic, secondo cui "nulla che riguardi la monarchia è a favore dell'uguaglianza" e hanno chiamato l'accordo "un brutto scherzo", un'opinione ripresa da altri movimenti repubblicani come quello canadese, e da chi ha notato lo squilibrio derivante dal fatto che, mentre un singolo Regno del Commonwealth può apportare modifiche alle proprie costituzioni in maniera autonoma, il Regno Unito necessita, per quel che riguarda la successione, dell'approvazione di tutti gli altri parlamenti. È stato tuttavia anche sottolineato che processi come questo rendono evidente come le corone del Commonwealth siano "derivate, se non subordinate" a quella britannica, in una dinamica che riecheggia quella coloniale-imperialista dei tempi dell'Impero britannico.

## Processi legislativi
Dopo la firma degli accordi, il Segretario di Gabinetto della Nuova Zelanda presiedette una commissione per stabilire il modo migliore di mettere in atto le nuove disposizioni in tutti i Regni. Concordarono che il Regno Unito avrebbe stilato per primo la legislazione, così da fungere da modello per gli altri, ma che non l'avrebbe messa in atto fino alla ricezione degli accordi definitivi e alla promulgazione delle proprie leggi in tutti gli altri Regni.
Il 2 dicembre 2012, il Regno Unito ricevette tutti e 15 gli accordi definitivi a proposito di tutte le modifiche proposte. L'accordo fu annunciato due giorni dopo, il 4 dicembre, uno dopo l'annuncio che Catherine, moglie di William, duca di Cambridge e secondo in linea di successione, era incinta.
Per quanto riguarda la legislazione, circa metà dei Regni adottarono quella britannica, mentre gli altri emanarono le proprie, basandosi sui propri ordinamenti nazionali.

### Australia
In Australia, le disposizioni relative alla successione e al matrimonio fanno parte non solo delle leggi nazionali, ma anche di quelle relative ai singoli Stati federali, rendendo quindi necessaria una legislazione a parte per ogni territorio. A metà dicembre 2012, il COAG, guidato da Julia Gillard, stabilì che il premier di ogni territorio avrebbe approvato una legislazione federale che permettesse di attuare le modifiche in un'unica mossa a livello nazionale. Il premier del Queensland Campbell Newman si oppose, sostenendo che ogni territorio australiano è sovrano e che quindi le modifiche dovevano essere legalizzate territorio per territorio. Un accordo ulteriore fu quindi raggiunto nell'aprile 2013. Il Territorio del Nord, il cui consenso non era costituzionalmente richiesto, preferì emanare una propria legge per parificarsi agli altri territori. Il territorio che impiegò più tempo a legiferare in proposito fu l'Australia Occidentale, che approvò le modifiche solo il 19 marzo 2015, ultimo in tutto il Commonwealth: una volta ricevuto il consenso reale il 24 marzo, il 26 il Regno Unito poté infine dichiarare in vigore gli accordi di Perth. Interrogati in proposito, il premier Colin Barnett e il procuratore generale Michael Mischin si sono giustificato dicendo che, dal momento che i primi tre eredi erano in ogni caso maschi (Carlo, William e George), l'urgenza era scemata a favore di altre priorità.

### Canada
Come in Australia, in Canada le disposizioni relative alla successione, insieme all'Atto di Abdicazione del 1936, fanno parte delle leggi canadesi.
Il 31 gennaio 2013, il governo ha depositato alla Camera dei Comuni il disegno di legge C-53 "An Act to assent to alterations in the law touching the Succession to the Throne, 2013", da cui è stato approvato il 4 febbraio. È stato approvato dal Senato il 26 marzo e ha ricevuto il consenso reale il giorno dopo.
Il disegno di legge dava il consenso ad attuare in Canada la nuova legge di successione emendata dal Regno Unito, basandosi sulla posizione del gabinetto federale secondo cui il Canada non aveva bisogno di una sua legge di successione, dal momento che il monarca del Paese è in automatico chiunque ricopra la posizione nel Regno Unito. Il consenso alle modifiche avvenne in via ordinaria, senza passare per le istituzioni provinciali.

#### Ricorsi legali
Prima della nascita del principe George, la stampa sollevò preoccupazioni riguardo al fatto che il Canada avrebbe potuto avere una linea di successione diversa da quella degli altri Regni se la legge canadese per rendere effettivo l'accordo di Perth fosse stata dichiarata incostituzionale.
La legge di successione è stata contestata davanti alla Corte Superiore dell'Ontario come una violazione del Canada Act del 1982 e della Carta dei diritti e delle libertà, relativamente alla discriminazione religiosa. Nell'agosto 2013, il ricorso è stato respinto. Un anno dopo, il verdetto è stato reso definitivo dalla Corte d'Appello dell'Ontario, con la motivazione che la Corona non è soggetta alla Carta e che il ricorrente non aveva titolo per procedere, non avendo nessun legame con la Corona.
È stata richiesta una revisione giudiziaria davanti alla Corte Superiore del Quebec, con il sostegno del procuratore generale, per presunta "mancata osservanza della procedura di modifica" stabilita nell'articolo 41 della Legge costituzionale del 1982". Il procedimento è iniziato il 1º giugno 2015 e si è concluso nel febbraio 2016, con un verdetto contro i ricorrenti, che nel febbraio 2018 ricorsero in appello presso la Corte d'Appello del Quebec. Il 28 ottobre 2019, l'appello è stato respinto. Nel dicembre 2019, è stata fatta domanda alla Corte Suprema per presentare un ulteriore ricorso. Nell'aprile 2020, la domanda è stata negata, ponendo fine alla questione.

### Nuova Zelanda
Le disposizioni sulla successione e il matrimonio reale fanno parte delle leggi della Nuova Zelanda.
Il disegno di legge è stato presentato al Parlamento dal Ministro della Giustizia Judith Collins il 18 febbraio 2013 e ha ricevuto il consenso reale il 17 dicembre 2013. Il disegno di legge ha, limitatamente alla Nuova Zelanda, abrogato il Royal Marriages Act del 1772 e modificato il Bills of Rights del 1688 e l'Atto di Insediamento del 1701, nonché l'Imperial Laws Application Act del 1988.

### Regno Unito
Il 4 dicembre 2012, il viceministro Nick Clegg promise che il Regno Unito avrebbe legiferato a proposito delle nuove disposizioni il prima possibile. Il disegno di legge fu depositato il 13 dicembre 2012, e approvato dalla Camera dei Comuni il 28 gennaio 2013. Un tentativo di approvare la legge tramite un processo speciale, più rapido di quello ordinario, fu bloccato dal Comitato costituzionale della Camera dei Lord. L'assenso reale fu dato il 25 aprile 2013, ma la legge non fu resa effettiva finché, come da accordi, il Regno Unito non ricevette l'accordo definitivo e le legiferazioni corrispettive da tutti gli altri Regni, così che gli accordi entrassero in vigore contemporaneamente in tutto il Commonwealth. Quando ciò avvenne, nel 2015, la legge fu formalmente annunciata da Clegg nel suo ruolo di Lord Presidente del Consiglio.

### Regni caraibici
13 marzo 2013, durante il processo legislativo britannico, Lord Wallace, promotore della legge di successione presso la Camera dei Lord, dichiarò che la Giamaica e il Belize avevano decretato che non era necessaria alcune legge nazionale per implementare modifiche alla linea di successione, perché la successione ai relativi troni era automaticamente basata su qualsiasi fosse quella britannica.
Per quanto riguarda i regni di Antigua e Barbuda, Barbados, Bahamas, Grenada, Saint Lucia, Saint Vincent e Grenadine e Saint Kitts e Nevis, Wallace dichiarò che si aspettavano che agissero in modo simile, ma che "ovviamente spettava ai loro parlamenti decidere". Le Barbados furono le uniche fra questi a legiferare in maniera separata, tuttavia nel 2021 scelsero di abolire la loro monarchia per divenire una repubblica parlamentare, annullando quindi tutte le disposizioni relative alla Corona.

### Altri Regni del Pacifico
Nella stessa dichiarazione, Lord Wallace dichiarò che Papua Nuova Guinea, Tuvalu e le Isole Salomone non richiedevano modifiche costituzionali, in quanto queste già affermano di riconoscere come monarca e Capo di Stato chiunque ricopra la posizione nel Regno Unito in maniera da questo considerata legittima.

## Entrata in vigore
Il 25 marzo 2015, Nick Clegg, come Lord Presidente, annunciò che, come da accordi, le nuove disposizioni reale erano entrate in vigore contemporaneamente in tutti i Regni del Commonwealth, sia in quelli che avevano legiferato a proposito, sia in quelli che avevano semplicemente cooptato il processo britannico.
Unica parziale eccezione fu il Canada, dove a causa delle contestazioni reali l'accordo entrò in vigore, ma la sua validità rimase in sospeso fino al verdetto definitivo dell'aprile 2020, contro i ricorrenti e a favore della validità della legge.